# Dinastía Bagrationi
Los Bagrationi (en georgiano: ბაგრატიონი, Bagrat'ioni [bɑɡrɑtʼiɔni]) es una dinastía real de Georgia, que gobernó la región entre principios del siglo X y principios del siglo XIX.
El primero de la dinastía fue Ashot I, príncipe de Tao-Klarjeti entre 813 y alrededor de 830 d. C.,  y sus descendientes fueron príncipes de Kartli, Tao y Klarjeti, que en repetidas ocasiones lucharon entre sí. La unificación en el Reino de Georgia tuvo lugar en 975 con Bagrat III.
Se considera que la época de mayor esplendor de Georgia ocurrió a fines del s. XII y comienzos del s. XIII, entre el reinado de David IV (r. 1089-1125) y el de Tamara. 
Las invasiones mongolas y luego las turcómanas llevaron al reino a la decadencia, y, finalmente, se dividió en tres en la segunda mitad del siglo XVI. Estos tres reinos, Kartli, Kajetia e Imericia, siguieron siendo gobernados por distintas ramas de la familia Bagrationi. En los siguientes tres siglos, fueron invadidos y varias veces sometidos por sus vecinos. Los últimos bagrátidas en el trono fueron Salomón II de Imericia (r. 1789-1810) y Jorge XII de Kartli-Kajetia (r. 1798-1800), pues ambos territorios fueron anexados por el Imperio ruso.
Tras la anexión, los Bagrationi se convirtieron en una más de las familias de la nobleza rusa y algunos de sus miembros se distinguieron en la carrera militar. Las tres ramas familiares existentes son conocidas como Mujrani, Gruzinski e Imereti. En 1942, Irakli Bagratión de Mujrani se proclamó cabeza de la dinastía, al no existir información acerca del destino de la rama de Kajeti, en el trono hasta 1800. Su hijo Jorge y su nieto David, ambos españoles, han mantenido su pretensión al trono. En 2004, David obtuvo la nacionalidad georgiana y el 8 de febrero de 2009 se casó en ceremonia religiosa con Ana Bagratión-Gruzinski, perteneciente a la otra rama que reclama ser la heredera de la casa real. De este matrimonio nació Giorgi Bagrationi en 2011, quien podría llegar a ser reconocido como heredero natural por las distintas ramas de la dinastía. El matrimonio está actualmente divorciado.